# La Capella

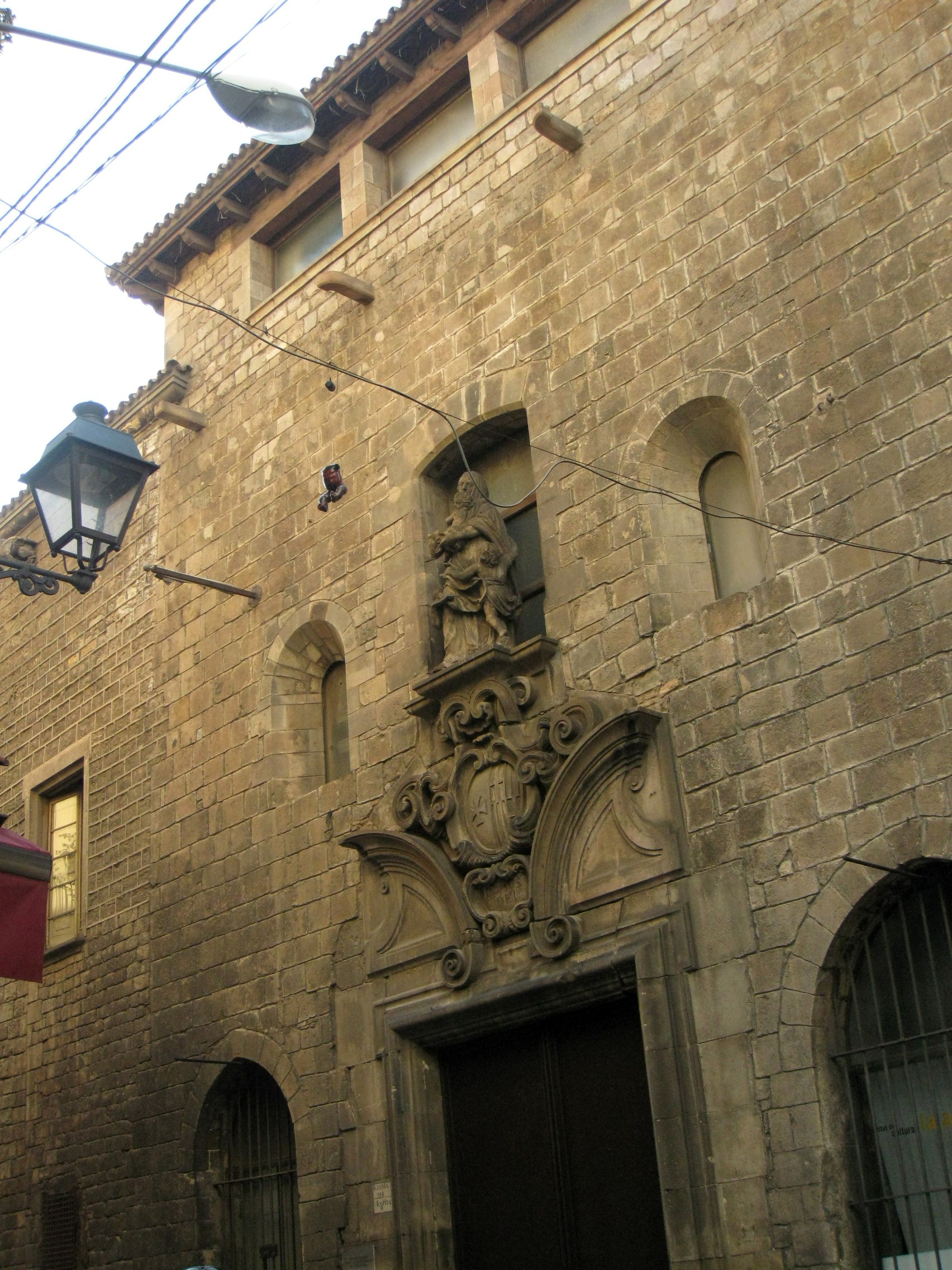
Façana al carrer de l'Hospital

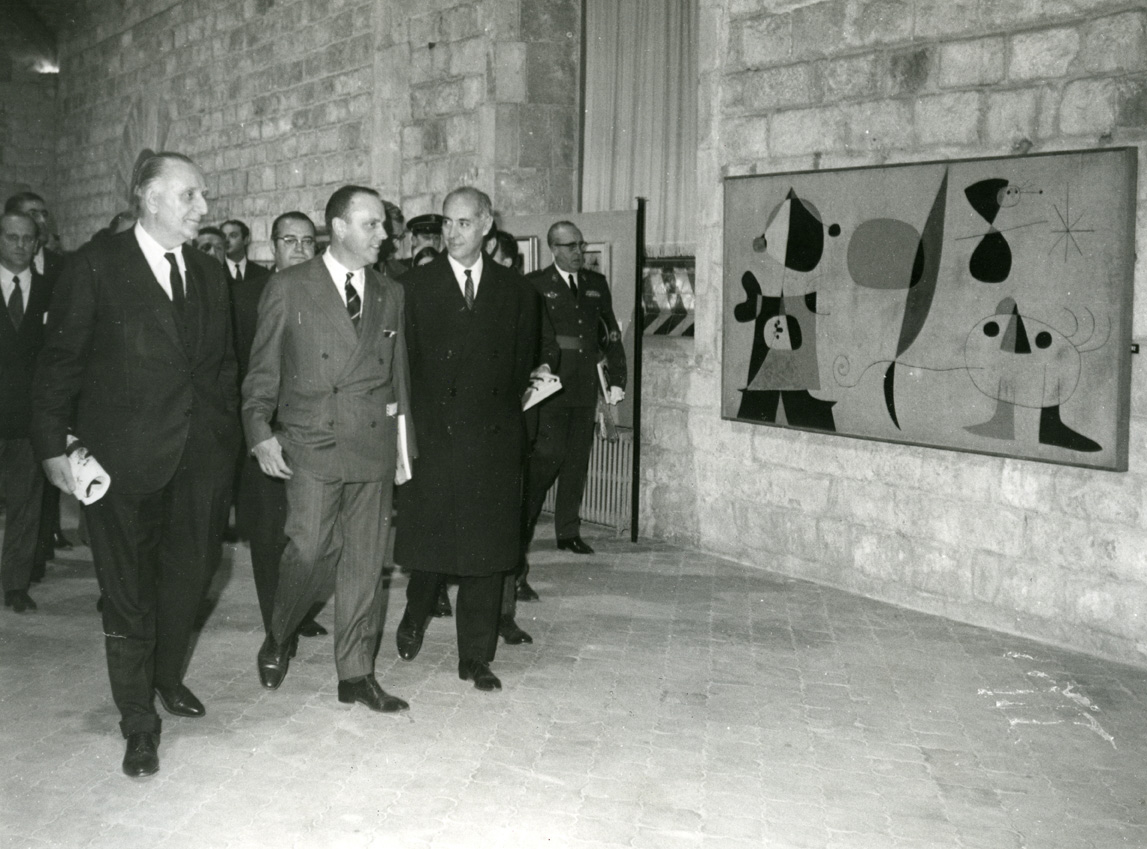
L'alcalde Josep Maria Porcioles i el ministre Manuel Fraga a la inauguració de la retrospectiva de Miró (1968)

La Capella és una sala d'exposicions que forma part de l'antic Hospital de la Santa Creu, al carrer de l'Hospital, 56 del barri del Raval de Barcelona. Depèn de l'Institut de Cultura de Barcelona i hi destaca el projecte BCN Producció, iniciat el 2006 i que persegueix la participació dels artistes i professionals del sector, seleccionats per un jurat independent a partir de convocatòries públiques.

## Història i descripció
Al primer quart del segle xiii, el canonge de la catedral de Barcelona Joan Colom hi fundà un hospital per a l'acolliment dels pobres malalts, iniciativa que fou recolzada per una butlla d'Honori III (1219). Tanmateix, els seus propòsits no es feren realitat fins a la seva mort el 1229, quan en el seu testament hi destinà uns masos i cases de la seva propietat a l’hospital, nomenant Berenguer de Planes com a marmessor i als seus germans com a usufructuaris. Poc després, el 1236, Berenguer de Planes, el bisbe Berenguer de Palou II, el capítol catedralici, el rei Jaume I i altres ciutadans, van acordar acordar la unió de les rendes d'aquest hospital amb el d'en Guitart (nomenat en honor al seu hipotètic fundador al segle x), situat a prop de la Catedral. Tanmateix, es decidí que els funcionaris de la institució estarien sota el
control del bisbe i el capítol.
Segons un inventari del 1372, comptava amb un total de 31 llits, i, entre altres dependències, destacaven: una senzilla clausura delimitada per tanques de fusta; una capella amb altars sota l'advocació dels sants Jaume i Felip, santa Barbàra i dels sants Simó i Judes; un celler; un segon pati; un rebost; una cuina; un estable; i diverses cambres per al personal i servei de la institució.
El 1401, i gràcies a una butlla del papa Benet XII que ratificava l'acord entre el Consell de Cent de la ciutat, el bisbat i el capítol de la catedral de reunir en una sola institució tots els hospitals de la ciutat, va començar la construcció del conjunt hospitalari de la Santa Creu. Aleshores, l'edifici fou remodelat per a transformar-lo en església de la institució. Aquesta consisteix en una gran nau rectangular coberta amb una volta de canó lleugerament apuntada i llisa, sense cap mena d'arc de reforç. Originalment, però, la coberta devia ser un sostre de fusta a dues aigües, probablement destruït durant un incendi a la primera meitat del segle xiv, quan fou substituït per la citada volta, feta de maçoneria irregular i arrebossat de morter, per la qual fou necessari reforçar els murs interiors per tal de garantir-ne l'estabilitat.
El 1687 s'hi inicià una reforma a càrrec dels mestres de cases Benet Juli i Josep Juli menor, amb l'afegiment d’un absis arrodonit a l'extrem septrional i una nova volta perforada per una llanterna. L'octubre del 1728 s'encomanà a l'arquitecte i escultor Pere Costa una façana al carrer de l'Hospital. Costa realitzà un portal barroc amb motllures i coronat per un estrany frontó invertit que la corona, amb una imatge al·legòrica de la Caritat, les quals estaven llestes per ser-hi col·locades el juny del 1730 pel mestre de cases Josep Juli i Vinyals i els seus operaris.
El 1921, el conjunt hospitalari va ser adquirit per l'Ajuntament de Barcelona, i el 1930 els serveis es van traslladar al nou Hospital de la Santa Creu i Sant Pau. Més endavant, gràcies a diverses actuacions de restauració, es va poder recuperar l'espai i es va destinar a activitats culturals.
El 1968 s'hi va presentar una gran exposició retrospectiva de Joan Miró, i a partir del 1994, s'ha dedicat a presentar les obres dels artistes emergents de la ciutat.